# Átkozottak harca
Az Átkozottak harca (eredeti cím: Battle of the Damned) 2013-ban bemutatott amerikai sci-fi-akciófilm, melyet Christopher Hatton írt és rendezett. A főszerepben Dolph Lundgren látható.
Az Egyesült Királyságban 2013. december 26-án, az Amerikai Egyesült Államokban 2014. február 18-án mutatták be.

## Cselekmény
Egy végzetes vírus elszabadul és megfertőzi az egész világot. Max Gatling zsoldos, a csapata és egy halom túlélő átvészelik a katasztrófát. Hamarosan a fertőzöttek rájuk támadnak, Max és társai ezért robotokkal szállnak szembe velük.

## Szereplők
| Szerep             | Színész          | Magyar hang        |
| ------------------ | ---------------- | ------------------ |
| Max Gatling őrnagy | Dolph Lundgren   | Jakab Csaba        |
| Jude               | Melanie Zanetti  | Vadász Bea         |
| Reese              | Matt Doran       | Renácz Zoltán      |
| Duke               | David Field      | Várkonyi András    |
| Elvis              | Jen Sung         | Vári Attila        |
| Lynn               | Lydia Look       | Oláh Orsolya       |
| Anna               | Oda Maria        | Gábor Honti Molnár |
| Smiley             | Jeff Pruitt      | Megyeri János      |
| Dean               | Kerry Wong       | Joó Gábor          |
| Robot              | Maxim Stoyalov   |                    |
| Hernandez          | Esteban Cueto    | Seder Gábor        |
| Broadus            | Broadus Mattison |                    |
| Robot (hangja)     | Timothy Cooper   |                    |

## A film készítése
Dolph Lundgren a következőket írta weboldalán a filmmel kapcsolatban: „Ez alkalommal vírussal megfertőzött emberi zombik ellen harcolok. Max-et egy gazdag megbízó elküldi egy elhagyatott városba, hogy megtalálja annak lányát. Többet kapott, mint amire számított. Max szavaival élve: »Bárcsak több pénzt kértem volna.« Szerencsére igénybe vettem néhány keménykötésű robotot, hogy segítsenek nekem a csatában.”